# Gergely Csiky
Dans le nom hongrois Csiky Gergely, le nom de famille précède le prénom, mais cet article utilise l’ordre habituel en français Gergely Csiky, où le prénom précède le nom.
Gergely Csiky ([ˈgɛɾgɛj], [ˈtʃiki]), né le 8 décembre 1842 à Pankota et mort le 19 novembre 1891 à Budapest, était un auteur dramatique et écrivain hongrois, membre correspondant de l'Académie hongroise des sciences. 

## Postérité
Le théâtre de la ville de Kaposvár est dénommé en son honneur.